# Mapania zeylanica
Mapania zeylanica är en halvgräsart som först beskrevs av George Henry Kendrick Thwaites, och fick sitt nu gällande namn av Henry Trimen. Mapania zeylanica ingår i släktet Mapania och familjen halvgräs. Inga underarter finns listade i Catalogue of Life.